# Randegg
Randegg osztrák mezőváros Alsó-Ausztria Scheibbsi járásában. 2022 januárjában 1863 lakosa volt. 

## Elhelyezkedése

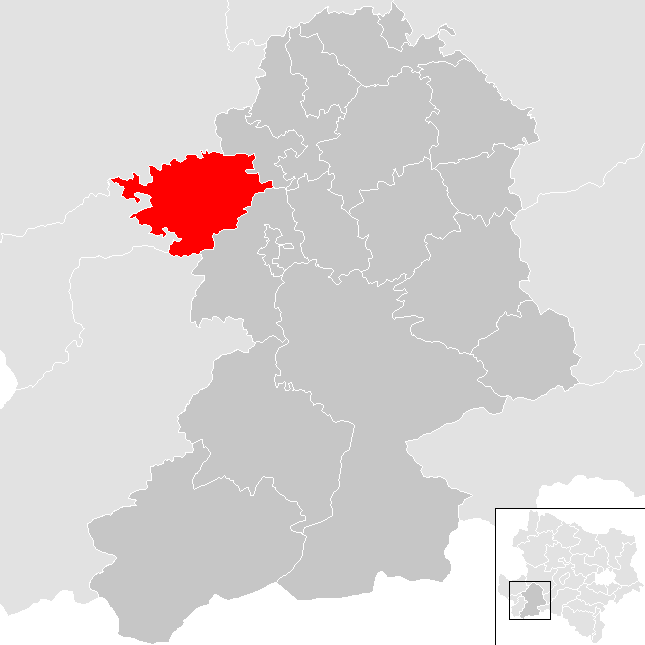
Randegg a Scheibbsi járásban

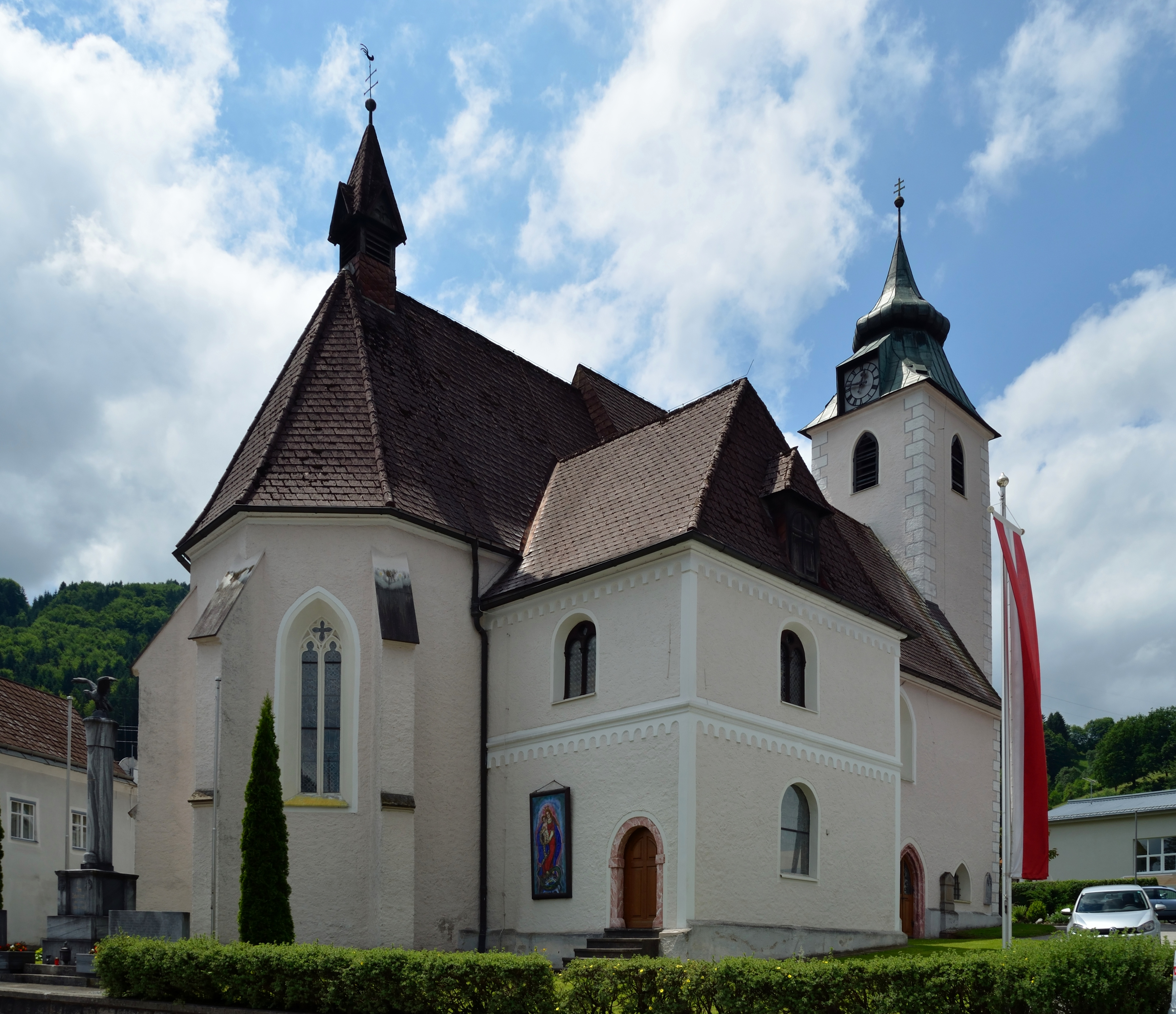
A Szeplőtelen fogantatás-plébániatemplom

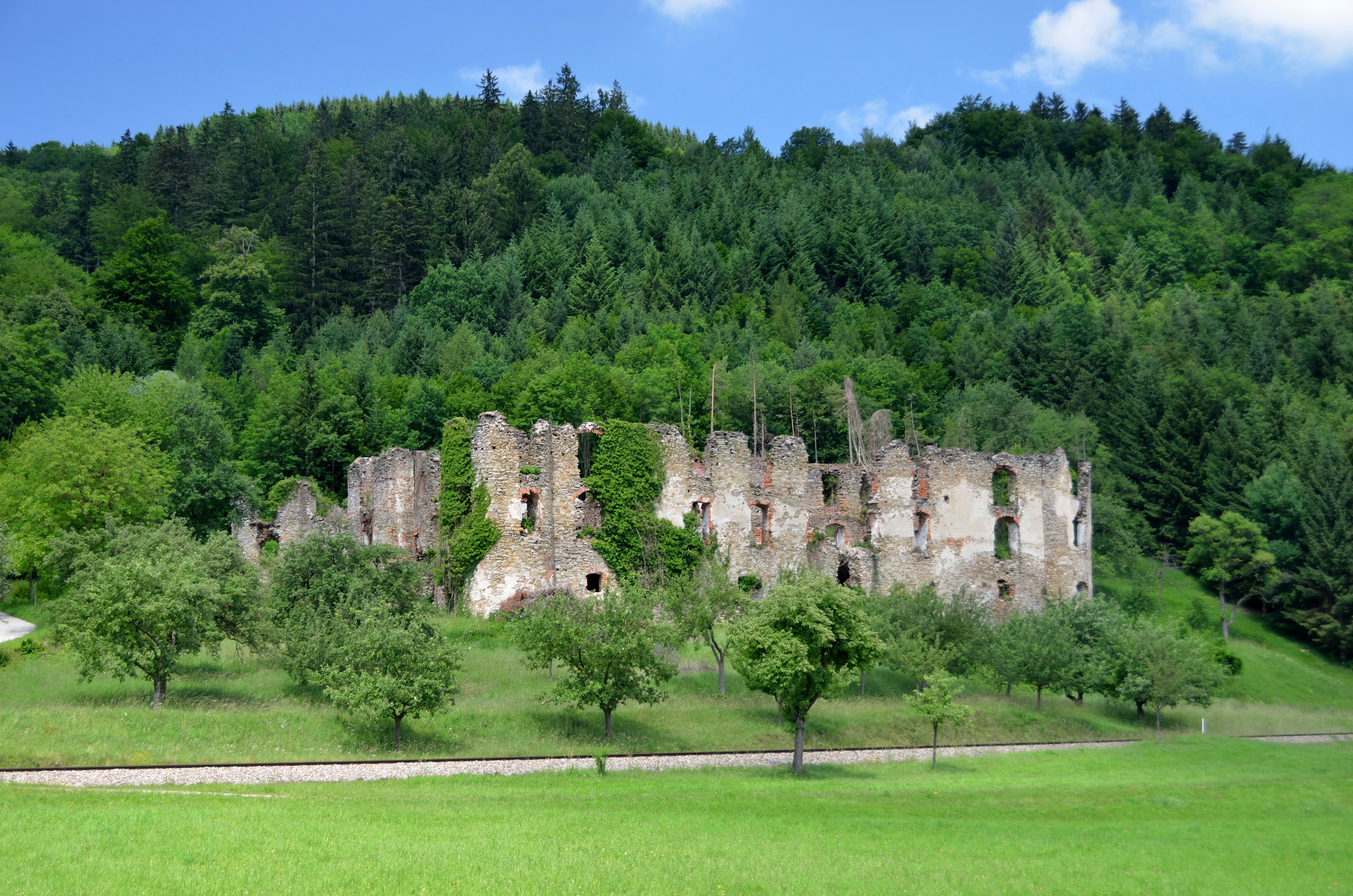
A Niederperwathi kastélyrom

Randegg a tartomány Mostviertel régiójában fekszik, az Eisenwurzen történelmi tájegységben, a Schliefaufbach folyó mentén, az Ybbstali-Alpokban. Területének 40%-a erdő, 54,8% áll mezőgazdasági művelés alatt. Az önkormányzat 10 települést, illetve településrészt egyesít: Franzenreith (98 lakos 2022-ben), Graben (59), Hinterleiten (119), Hochkoglberg (145), Mitterberg (114), Perwarth (401), Puchberg bei Randegg (235), Randegg (355), Schliefau (193) és Steinholz (144). A kataszteri közösségek Franzenreith, Hochkoglberg, Perwarth, Puchberg bei Randegg, Randegg és Steinholz.
A környező önkormányzatok: északkeletre Wang, délkeletre Gresten-Land, délre Ybbsitz, délnyugatra Waidhofen an der Ybbs, északnyugatra Neuhofen an der Ybbs, északra Euratsfeld.

## Története
Randegget először 1193-ban említik egy bizonyos Heinricus de Randeke nevében. Templomát a 13. században alapították. 1408-ban a Habsburg-belháborúban II. Reinprecht von Walsee lerombolta a Zinzendorf-család perwarthi és randeggi várait. A 15. századtól fejlődésnek indult az ércfeldolgozás, melynek során a stájer vasércből készítettek nyersvasat. A helyi vashámort 1844-ben kaszagyártó üzemmé alakították át.   
Randegg önkormányzata az 1848-as forradalmat követő közigazgatási reform során jött létre. A vasúti hálózatba csak igen későn, 1927-ben kapcsolták be az Obergrafendorf-Gresten keskeny nyomtávú vasútvonal megépítésével. 
A második világháború végén, 1945. április 15-én az SS és a Hitlerjugend tagjai 100 zsidó kényszermunkást mészároltak le Randeggben. 
Az önkormányzat mai formájában 1965-ben alakult ki, Franzenreith, Hochkoglberg, Perwarth és Puchberg községek csatlakozásával. 1987-ben Közép-Európa egyik legmodernebb fűrészüzeme, a randeggi Mosser-üzem teljesen leégett.  

## Lakosság
A randeggi önkormányzat területén 2021 januárjában 1863 fő élt. A lakosságszám 1880 óta 1800-1900 körül ingadozik. 2019-ben az ittlakók 98,6%-a volt osztrák állampolgár; a külföldiek közül 0,4% a régi (2004 előtti), 0,8% az új EU-tagállamokból érkezett. 2001-ben a lakosok 97,9%-a római katolikusnak, 1% pedig felekezeten kívülinek vallotta magát. Ugyanekkor a legnagyobb nemzetiségi csoportot a németek (99,6%) mellett a szerbek alkották 0,1%-kal (1 fő).  
A népesség változása:

| 2016 | 1 920 |
| 2018 | 1 880 |

## Látnivalók
- Randegg, Hochperwath és Niederperwath várainak romjai
- A Szeplőtelen fogantatás-plébániatemplom
- a volt perwathi udvarház

## Fordítás
- Ez a szócikk részben vagy egészben  a   Randegg című német Wikipédia-szócikk ezen változatának fordításán alapul.  Az eredeti cikk szerkesztőit annak laptörténete sorolja fel. Ez a jelzés csupán a megfogalmazás eredetét és a szerzői jogokat jelzi, nem szolgál a cikkben szereplő információk forrásmegjelöléseként.